# Mathewsoconcha elevata
Mathewsoconcha elevata är en snäckart som först beskrevs av Preston 1913.  Mathewsoconcha elevata ingår i släktet Mathewsoconcha och familjen Helicarionidae. Inga underarter finns listade i Catalogue of Life.